# New Catalogue of Suspected Variable Stars
Le New Catalogue of Suspected Variable Stars ou NSV (Nouveau catalogue d'étoiles variables suspectées) est un catalogue d'étoiles contenant 14811 étoiles qui, bien que suspectées d'être variables, n'avaient pas reçu de désignation d'étoiles variables avant 1980. Il fut publié en 1982 et un supplément, comprenant 11206 étoiles de plus, fut publié en 1998.
Les étoiles sont désignées sous la forme NSV nnnnn, nnnnn étant un numéro compris entre 1 et 26206.
Par exemple, 109 Virginis a reçu la désignation NSV 6794, Praecipua (46 LMi) est NSV 4999 et 1 Centauri est NSV 19951.